# Ina Mäser
Ina Mäser (* 12. Januar 1977 in Zittau) ist eine ehemalige deutsche Volleyballspielerin.

## Karriere
Ina Mäser begann 1987 mit dem Volleyball in ihrer sächsischen Heimat. Später spielte sie beim Bundesligisten CJD Berlin und gewann hier zweimal die Deutsche Meisterschaft (1993 und 1994), dreimal den DVV-Pokal (1993, 1994 und 1995) sowie 1993 den Europapokal der Pokalsieger. 1997 wechselte die Außenangreiferin zum Ligakonkurrenten Schweriner SC, mit dem sie 1998 und 2000 Deutscher Meister wurde. Danach wechselte sie nach Italien, wo sie in sechs Jahren bei sechs verschiedenen Vereinen in Serie A1 und Serie A2 spielte. Ina Mäser spielte auch 37-mal in der deutschen Nationalmannschaft.
2002 spielte Ina Mäser an der Seite von Ulrike Schmidt auch zwei Beachvolleyball-Turniere auf der FIVB World Tour.